# Puchar Świata w narciarstwie alpejskim 2007/2008
Sezon 2007/2008 Pucharu Świata w narciarstwie alpejskim rozpoczął się 27 października 2007 w austriackim Sölden, jednak regularne starty zawodnicy rozpoczęli 24 listopada w Kanadzie. Ostatnie zawody z tego cyklu odbyły się 16 marca 2008 we włoskim kurorcie Bormio.
Ostateczny kalendarz zawodów został zatwierdzony dnia 27 maja w słoweńskim miasteczku Portorož.
Puchar Narodów (łącznie) zdobyła reprezentacja Austrii, wyprzedzając Szwajcarię i Włochy.

## Puchar Świata w narciarstwie alpejskim kobiet
Wśród kobiet najlepszą zawodniczką okazała się Amerykanka Lindsey Vonn, która zdobyła 1403 punkty, wyprzedzając Nicole Hosp z Austrii oraz Marię Riesch z Niemiec.
W poszczególnych klasyfikacjach tryumfowały:
- Lindsey Vonn - zjazd
- Maria Riesch - supergigant
- Marlies Schild - slalom
- Denise Karbon - slalom gigant
- Maria Riesch - superkombinacja

## Puchar Świata w narciarstwie alpejskim mężczyzn
Wśród mężczyzn najlepszym zawodnikiem okazał się Amerykanin Bode Miller, który zdobył 1409 punktów, wyprzedzając Benjamin Raicha z Austrii oraz Didiera Cuche'a ze Szwajcarii.
W poszczególnych klasyfikacjach tryumfowali:
- Didier Cuche - zjazd
- Hannes Reichelt - supergigant
- Manfred Moelgg - slalom
- Ted Ligety - slalom gigant
- Bode Miller - superkombinacja

## Puchar Narodów (kobiety + mężczyźni)
- 1.  Austria – 13560 pkt
- 2.  Szwajcaria – 6458 pkt
- 3.  Włochy – 6324 pkt
- 4.  Stany Zjednoczone – 5965 pkt
- 5.  Francja – 3815 pkt